# Alice Amorotti
Alice Amorotti (* 1997) ist eine italienische Tänzerin.

## Leben und Wirken
Alice Amorotti absolvierte ihre klassische Tanzausbildung am Teatro dell’Opera di Roma sowie an der Dance Art Faculty Rome. Zudem wirkte sie auch an zahlreichen Produktionen am Teatro dell’Opera und am Rondine Balletto di Assisi. 2016 war sie Teil der Gala Europa in Danza sowie 2017 an der Gala Giovani Talent. Mit der Spielzeit 2021/22 wurde Amorotti Mitglied der Tanzcompany am Tiroler Landestheater Innsbruck. Dort war sie unter anderem in den Produktionen Romy Schneider, Lorca und Cyrano de Bergerac oder Der große Gatsby und Madame Bovary zu sehen. Seit 2023 ist sie Mitglied im Ensemble La Limonada des ehemaligen Leiters der Tanzcompany Innsbruck, Enrique Gasa Valga.